# AS Magenta
Die AS Magenta ist ein Fußballverein aus Neukaledonien. Seine Heimspiele trägt er im Stade Numa-Daly in der Hauptstadt Nouméa aus, welches 16.000 Zuschauer fasst. Der Klub spielt in der Super Ligue, der höchsten Spielklasse Neukaledoniens, in der er zwischen 2003 und 2009 fünf Meisterschaften gewinnen konnte. Größter Erfolg des Clubs neben sieben Teilnahmen am Coupe de France war eine erfolglose Finalteilnahme im OFC Champions Cup, der ozeanischen Clubmeisterschaft, des Jahres 2005.

## Trainer
- Alain Moizan (2009–2012)

## Spieler
- Pierre Wajoka (2003–2006, 2007–2010)
- Michel Hmaé (2003–2008)
- Judicaël Ixoée (2008) Jugend, (2009–2011) Spieler,
- César Zeoula (2011)

## Erfolge
- Super Ligue: 12

2002/2003, 2003/2004, 2004/2005, 2007/2008, 2008/2009, 2009, 2012, 2014, 2015, 2016, 2018, 2023
- Coupe de la Nouvelle-Calédonie : 16

1969, 1970, 1971, 1972, 1975, 1996, 2000, 2001, 2002, 2003, 2004, 2005, 2010, 2014, 2016, 2018
- Coupe T.O.M. : 2

2003, 2005